# Владислав Романов
Владислав Димитров Романов е български футболист, полузащитник, играч на Локомотив (София). Висок е 174 см, тежи 64 кг.

## Кариера
Романов е юноша на ЦСКА, с който е юношески шампион през 2004/05 и 2006/07. Става известен във футболните среди след като отбеляза решаващата последна дузпа във финала на Републиканското първенството между ЦСКА и Левски през 2007 година. След това отива на проби в италианския Каралезе, където остават много доволни от него, но от ръководството на ЦСКА разбират за желанието на италианците и поставят нереално висока цена, което проваля трансфера. През юли 2007 г. Фиорентина официално кани Владислав да се включи в тренировъчния сезон на юношите си до 19 г. за две седмици.
През 2008 г. Романов подписа първи професионален контракт с Локомотив (Мездра). През сезон 2008/09 той записа 14 мача, 25 асистенции и 2 гола за дублиращия отбор на Локомотив.
На 9 юли 2009 г. подписва професионален договор с отбора на Ботев (Враца).
В началото на юни 2010 г. Романов подписа договор за четири години с Локомотив (София), за трансфера обаче врачанския клуб не получава пари заради голяма грешка на предишното ръководство.

## Статистика по сезони
| Сезон        | Отбор               | Първенство  | Мачове | Голове |
| ------------ | ------------------- | ----------- | ------ | ------ |
| 2007 ес.     | Локомотив (Мездра)  |             | 0      | 0      |
| 2008 пр.     | Хасково             |             | 0      | 0      |
| 2009/10      | Ботев (Враца)       |             | 26     | 2      |
| 2010 /11 ес. | Локомотив (София)   | А група     | 36     | 3      |
| 2012 пр.     | Славия (София)      | А група     | 10     | 1      |
| 2012         | Ботев (Враца)       | Б група     | 10     | 0      |
| 2013 пр.     | Краковия (Краков)   | Екстракласа | 3      | 0      |
| 2013 ес.     | Любимец 2007        | А група     | 2      | 0      |
| 2014 пр.     | Ботев (Враца)       | А група     | 12     | 1      |
| 2014/15      | Локомотив (София)   | А група     | 32     | 6      |
| 2015 ес.     | Трикала             |             | 0      | 0      |
| 2016         | Черно море          | Първа лига  | 19     | 0      |
| 2017 пр.     | Нефтохимик (Бургас) | Първа лига  | 13     | 2      |
| 2017/-       | Септември (София)   | Първа лига  | 0      | 0      |